# Affaire Maillard et Duclos
Pour les articles homonymes, voir Maillard et Duclos.
L’affaire Maillard et Duclos est la première affaire de financement illégal du RPR connue du public. Elle a ouvert dix années de développement et d’étouffement des affaires politico-financières intéressant le parti gaulliste devenu l’UMP.
L’affaire Maillard et Duclos porte sur des fausses factures de la société Maillard et Duclos, numéro un du BTP en région Rhône-Alpes, filiale du groupe Lyonnaise des eaux-Dumez.

## Chronologie

### 15 juillet 1993
Les dirigeants de la Lyonnaise des eaux-Dumez réalisent un audit de leurs filiales régionales et découvrent l'ampleur du déficit de l'entreprise Maillard et Duclos que la conjoncture du moment ne peut expliquer à elle seule. Ils décident de démettre de ses fonctions Robert Bourachot, l'ancien président, avant de le licencier pour faute lourde. Ils lui reprochent notamment d'avoir impliqué l'entreprise dans le redressement du Lyon Olympique Universitaire rugby dont il est le président. Le 15 juillet 1993, l'entreprise Maillard et Duclos est placée en redressement judiciaire. La Lyonnaise des eaux-Dumez dépose une plainte contre Robert Bourachot pour présentation de faux bilans.

### 18 novembre 1993
Robert Bourachot, le PDG de Maillard et Duclos, est mis en examen et écroué pour « abus de biens sociaux, faux et usage de faux ». Il révèle aux policiers l’existence de 27 millions de francs de fonds occultes, constitués par le biais de fausses factures ou de surfacturations, destinés à des partis politiques et imposés par la maison mère de sa société, la Lyonnaise des Eaux-Dumez, dirigé par Jérôme Monod, ancien secrétaire général du RPR, proche de Jacques Chirac. Il met en cause plusieurs personnalités du RPR et de l’UDF, notamment Alain Juppé et Claude Mathuret.  Il sera incarcéré 6 mois.

### 20 avril 1994
Antoine de Galembert, l'ex-PDG de la Compagnie fermière de Vichy et de la Sogeres, est mis en examen pour « abus de biens sociaux, recel et faux en écriture » et placé sous contrôle judiciaire. Il aurait bénéficié de 2 millions de francs en liquide ainsi que d'un virement de 1,8 million de francs sur un compte bancaire suisse sur des sommes détournées par le biais d'une surfacturation de chantier. Il s'agit d'une fausse facture de 6,7 millions de francs pour un terrassement fictif sur le chantier du centre Santé-Beauté des Célestins à Vichy payée par l'entreprise d'Antoine de Galembert à Maillard et Duclos, en échange de près de 4 millions de francs. Le nom d'Alain Juppé apparait dans cette affaire. En outre, la Sogeres dirigée par Antoine de Galembert est suspectée d'avoir employé de manière fictive pendant plusieurs années une ancienne collaboratrice d'Alain Juppé, Marie-Thérèse Hermange, secrétaire nationale du RPR, devenue maire adjointe de Jacques Chirac à Paris, puis députée européenne en 1993 et sénatrice de Paris de 2004 à 2011. Marie-Thérèse Hermange aurait conduit des négociations avec les maires RPR susceptibles de signer des contrats avec l'entreprise. Selon Robert Bourachot, la Sogeres aurait aussi réglé plusieurs fausses factures à la Lyonnaise des eaux-Dumez en échange du versement en avril 1993 d'un million de francs en liquide.

### 27 juin 1995
Le parquet du tribunal de Nanterre ordonne quatre enquêtes préliminaires à la direction centrale de la police judiciaire (DCPJ), portant sur les fausses factures ainsi que les financements politiques de Maillard et Duclos. La première enquête vise l'affaire liée à la Sogeres et Marie-Thérèse Hermange. La deuxième vise le Parti républicain qui aurait reçu une commission occulte de 6 millions de francs par la Lyonnaise des eaux-Dumez en échange de l'attribution de la concession d'eau de la ville de Vichy. La troisième enquête préliminaire vise les fausses factures inhérentes à la construction des nouveaux thermes de Vichy au profit de la Compagnie fermière de Vichy. Enfin, la dernière enquête vise les sociétés facturières Mythra et Gaia, dont les facturiers, Jean-François Donzet et Jean-Jacques Sera-Martin, sont mis en examen pour « complicité d'abus de biens sociaux, recel et faux en écriture » pour avoir retiré de leurs comptes bancaires à Paris et au Luxembourg, en espèces, les 27 millions de francs révélés à la police en 1993 par Robert Bourachot. Le banquier Hubert Baudet est aussi mis en examen dans ce volet de l'affaire.

### 27 décembre 1995
Le parquet du tribunal de Nanterre ouvre une information judiciaire contre X pour « faux en écritures privées et usage » et « abus de biens sociaux » dans le dossier Maillard et Duclos. Elle vise notamment le groupe Lyonnaise des Eaux-Dumez et implique des personnalités et des municipalités affiliées au RPR et au PR.

### 26 janvier 1998
Le procès des fausses factures de Maillard et Duclos s'ouvre à Bourg-en-Bresse, sans aucun responsable politique. En effet, le magistrat considère qu' « aucune des recherches effectuées par les enquêteurs ne permettaient d'établir formellement le financement occulte d'un parti politique par le biais de l'argent détourné par Robert Bourachot ».

### 19 mars 1998
À l'issue du procès, le jugement indique que Robert Bourachot n'aura pas pu prouver l'utilisation des 27 millions de francs à des fins autres que personnelles. Il est donc condamné à une peine de trois ans de prison ferme. Les protagonistes du système de fausses factures, le facturier Jean-François Donzet et le banquier Hubert Baudet, sont condamnés à trois ans de prison, dont un avec sursis. Les trois hommes écopent également d'une amende de 800 000 francs. Antoine de Galembert, tout comme l'autre facturier Jean-Jacques Sera-Martin, est condamné à deux ans de prison, dont un avec sursis. Au total, les prévenus doivent également régler environ 22 millions de francs de dommages et intérêts aux parties civiles. Les parties civiles (comité d'entreprise et syndicats) ainsi que huit prévenus sur quinze ayant fait appel, l'affaire Maillard et Duclos sera rejugée par la cour d'appel de Lyon en novembre 1999.  

## Critiques
L'un des avocats des prévenus lors du procès de 1998, Me Vaillant, estime que les hommes qui ont été condamnés ne sont que les « exécutants », et non ceux qui ont « commandé le système ».

## Affaires liées

### Le corbeau
L’enquête de l'affaire Maillard et Duclos est confiée aux juges de Bourg-en-Bresse Philippe Assonion puis Jean-Patrick Péju. Comme le juge Éric Halphen qui instruit une autre affaire liée au RPR, l'affaire des HLM de Paris, ils reçoivent une série de lettres anonymes portant leur attention sur la Commissaire de police à la direction centrale des Renseignements généraux, Brigitte Henri, qui est aussi une proche collaboratrice d'Yves Bertrand, directeur de 1995 à 2004. Elle est l'objet de menaces de mort répétées et de l'envoi de plusieurs lettres anonymes. L'objectif du corbeau serait que Brigitte Henri donne des informations sur les comptes étrangers du RPR dont elle connaîtrait les tenants et aboutissants. « Mon travail, précise-t-elle au juge Philippe Assonion le 24 mars 1995, consiste à en savoir plus [sur les affaires en cours] et à en rendre compte, à savoir comment l'enquête des journalistes progresse ». L'affaire ne sera pas élucidée ; mais Brigitte Henri sera mise hors de cause. 

### Affaire Casetta
Jean-Jacques Sera-Martin, Hubert Baudet et surtout Jean-François Donzet, l'organisateur du système de fausse facture, seront une nouvelle fois jugés pour les mêmes faits en novembre 2000 dans le cadre de l'affaire Casetta, qui implique Louise-Yvonne Casetta. L'ancienne adjointe au directeur administratif et financier du RPR est en effet soupçonnée d'avoir collecté l'argent occulte du parti. Dans cette affaire, il est reproché aux trois hommes d'avoir mis en place, comme pour la société Maillard et Duclos, le même système de facturation de fausses prestations à d'autres entreprises de BTP et d'avoir rendu à ces mêmes sociétés les sommes facturées en liquide, amputées d'une importante commission. Entre 1986 et 1992, Jean-François Donzet collecte ainsi 42 millions de francs dont une partie aurait servi à alimenter les caisses du parti de droite. Jean-François Donzet sera condamné à 3 ans de prison ferme et 800 000 francs d'amende, Jean-Jacques Sera-Martin à 2 ans de prison dont un an ferme et 400 000 francs d'amende, et Hubert Baudet à 2 ans de prison ferme et 800 000 francs d'amende. Ces peines pourront être confondues avec celle infligées en novembre 1999 par la cour d'appel de Lyon. 